# 1310-ті до н. е.

## Події
- Написано книгу Бгаґавад-Ґіта відповідно до традицій індуїзму.
- 1319 — на давньоєгипетський престол здійнявся фараон Хоремхеб[1].
- 1317 — Елліль-нірарі успадкував від свого батька трон Ассирії[2].
- 1312 — єврейський народ отримав батьківщину вперше після виходу з Єгипту[3].

## Правителі
- фараон Єгипту Хоремхеб;
- цар Міттані Шаттіваза;
- царі Ассирії Елліль-нірарі та Арік-ден-ілі;
- цар Вавилонії Курільгазу ІІ;
- цар Хатті Мурсілі II.